# Barcelona Pearmain

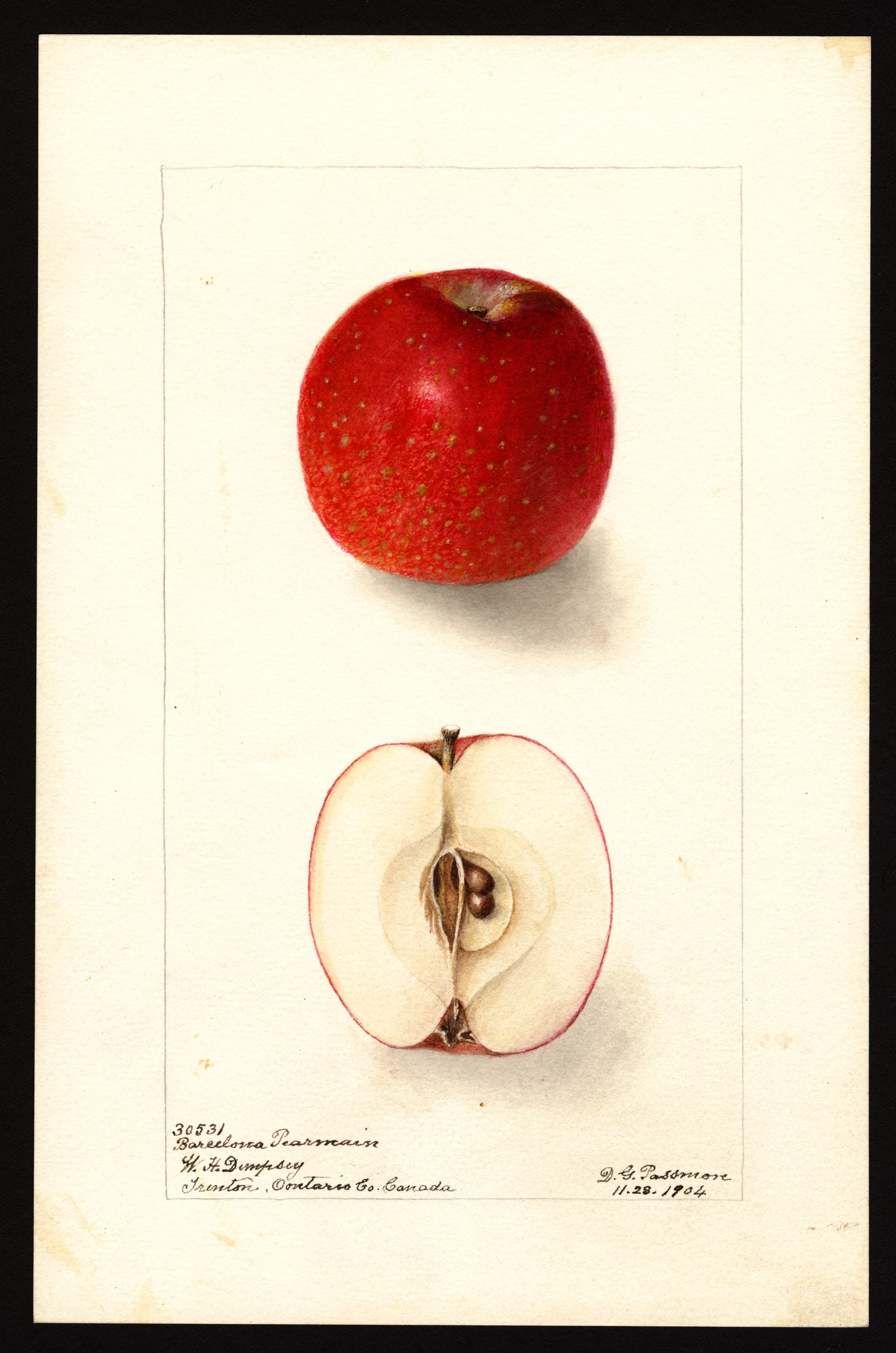
Barcelona Pearmain en "Pomological Watercolor".

Barcelona Pearmain sinónimo Reinette des Carmes es el nombre de una variedad cultivar de manzano (Malus domestica). Variedad de manzana antigua de origen desconocido, muy cultivada antes del siglo XVII por toda Europa, aunque se describe por primera vez en Francia en 1677.

## Sinonimia
- "Reinette des Carmes", en Francia
- "Reinette des Carmelites",
- "Reinette Truitée",
- "Reinette Rousse",
- "Carmeliter Reinette",
- "Glace Rouge",
- "Kleiner Casseler Reinette", en Alemania
- "Diels Barceloner Parmäne",
- "Forellen Reinette",
- "Pearmain Barcelona", en Reino Unido
- "Reinette Rouge",
- "Speckled Golden Reinette",
- "Polinia Parmane",
- "Speackled Parmane",
- "Cassel Reinette",
- "Renetta dei Carmelitani", en Italia
- "Renetta de los Carmelitas".

## Historia
'Barcelona Pearmain' es una variedad de manzana antigua de origen desconocido que estaba en el siglo XVII muy extendido su cultivo por toda Europa.
Así Merlet, en 1677, señalaba:

(ES)

"La Reineta Roja es más grande y más firme que la Reineta [o franca] blanca, tiene su agua levantada, y dura mucho tiempo".
(FR)

"La Reinette rousse est plus grosse et plus ferme que la Reinette blanche [ou franche], a son eau relevée, et dure longtemps."
L'abrégé des bons fruits, pp. 147-148 de la 1ère édition-(El Compendio de Buenos Frutos, pp. 147-148 de la 1ª edición)

Fue alrededor de 1770 cuando recibió el apodo de 'Reinette des Carmes', que siempre se ha mantenido desde entonces. Los cartujos de París ya lo mencionaron en 1775, en el catálogo de sus viveros (.. venía el veteado rojizo que cubre ampliamente la piel de este fruto, y que recuerda bastante bien el color de la ropa de los carmelitas. La opinión general lo hace nativo de nuestro país Francia. . .)
Muy común en Alemania Diel lo describió allí en 1779 suponiendo que era una variedad nativa; pero el doctor Lucas, director del Instituto Pomológico de Reutlingen (Württemberg), protestó formalmente contra esta suposición:
"La Reinette des Carmelites - declaró en 1859 - muy estimada y cultivada en nuestro país, se encuentra sin embargo igualmente entre los franceses. Me parece que Diel se equivocó al adelantar, sin ninguna prueba de apoyo de su afirmación, que esta manzana era de origen alemán. Lo que creo, por el contrario, y tanto mejor para Francia, es que puedo afirmar que esta variedad se ha multiplicado allí desde tiempos inmemoriales". (Illustrirtes Handbuch der Obstkunde, t. I, p. 161, n°65.)
En 1808 se le dio a la 'Reinette dorée', en el Bon Jardinier (p. 140), el sinónimo 'Reinette rousse', que la autoridad de que goza esta colección milenaria aconseja reproducir. Los alemanes, por su parte, llaman a Reinette rousse, nuestra 'Reine des Reinettes'; es prudente, pues, no olvidar estos hechos, si se quiere evitar toda confusión entre tres variedades muy diferentes. Yo (Leroy) observo que he recibido, desde hace unos quince años, ciertos manzanos 'Reinette Truitée' y 'Pearmain Barcelona', en los que he reconocido, tanto por el árbol como por el fruto, las antiguas 'Reinette Rousse', o 'Reinette des Carmelites'.
'Barcelona Pearmain' se ha cultivado en la National Fruit Collection aunque actualmente 2022 no está cultivada. Sin embargo esta variedad está cultivada en la colección de variedades de manzanos de "Marcher Apple Network collections (Paramor)"  en Reino Unido.

## Características
'Barcelona Pearmain' es árbol de vigor débil, de porte erguido, es diploide y auto estéril. Se presta bien al entrenamiento en espaldera. Tiene un tiempo de floración que comienza a partir del 14 de mayo con el 10% de floración, para el 20 de mayo tiene una floración completa (80%), y para el 27 de mayo tiene un 90% de caída de pétalos.
'Barcelona Pearmain' tiene una talla de fruto mediano tendiendo a pequeña; forma ovalada; con nervaduras débiles a media y corona débil a media; epidermis con color de fondo amarillo pálido, importancia del sobre color medio, color del sobre color lavado con rojo, rojo más intenso en la cara expuesta al sol, acusa manchas de ruginoso-"russeting" en forma de estrella en todas las caras, pero las de la cara expuesta al sol tienden a ser amarillas mientras que las otras son de color marrón, y con ruginoso-"russeting" (pardeamiento áspero superficial que presentan algunas variedades) medio-débil; pedúnculo de longitud medio largo, de calibre delgado, colocado en una cavidad con ruginoso-"russeting", estrecha y poco profunda; anchura de la cavidad calicina algo estrecha y profundidad moderadamente profunda, ojo de tamaño pequeño y abierto.
Carne blanca, textura firme y crujiente, de sabor muy jugoso y aromático. El sabor mejora en el almacenamiento.
Su tiempo de recogida de cosecha se inicia a finales de octubre. Se mantiene bien tres meses en frigorífico.

## Uso
De uso en cocina pues las rebanadas mantienen su forma para tartas y pasteles se cocinan con un rico sabor y son dulces. También se utiliza en la mesa como postre fresco.